# Bîrnova, Ocnița
Bîrnova este sun sat în raionul Ocnița, Republica Moldova.

## Date geografice
Satul este situat la 48.420755 - latitudine nordică și 27.528597 - longitudine estică, având o suprafață de aproximativ 3,89 kilometri pătrați, cu un perimetru de 7,83 km. 
Comuna Bîrnova are o suprafață totală de 36,75 kilometri pătrați, fiind cuprinsă într-un perimetru de 39,14 km.
Satul Bîrnova este situat la 236 km de Chișinău, pe malul drept al Nistrului. 

## Istorie
Prima atestare documentară a satului este în anul 1437. În urmă cu aproape 6 secole satul era numit Cuseară:
„Din mila lui Dumnezeu, noi, Ilie voievod, domn al Țării Moldovei, și fratele domniei mele, Ștefan voievod. Facem cunoscut, cu aceasta carte a noastră, tuturor celor care o vor vedea sau o vor auzi citindu-se, că acest adevărat boier al nostru credincios, pan Mihail de la Dorohoi, a slujit sfântrăposatului tatălui nostru cu dreapta și credincioasa slujba, iar astăzi ne slujește nouă cu dreaptă și credincioasă slujbă. De aceea, noi, văzând dreapta și credincioasa lui slujba către noi, i-am miluit cu deosebita noastră mila și i-am dat și i-am înnoit și i-am întărit satele lui și privilegiul pe care i l-a dat sfântrăposatul părintele nostru, anume: satul Chindinți, și satul lui Herțea, pe Prut,..., și satul Vișneuți, și satul Lipnic, la Nistru, încă satul unde a fost Cuseară, și încă satul unde sunt Caragunicii, încă satul la moara Naslavcei, ...

...

A scris Paco, la Suceava în anul 6945 <1437> decembrie 20 zile.”

În Moldova feudală 4 localități purtau aceeași denumire, Bîrnova:  unul se afla în ținutul Suceava, altul în ținutul Iași (Bârnova, Iași) și două în ținutul Hotin (Bârnova, Chelmenți).

## Date demografice
În anul 1997, populația satului Bîrnova a fost estimată la 2895 de cetățeni. 
Conform datelor recensământului din anul 2004, populația satului era constituită din 2342 de persoane: 47,14% fiind bărbați iar 52,86% femei.
Structura etnică a populației în cadrul satului arată astfel: 
- 97,61% - moldoveni/români,
- 1,49% - ucraineni,
- 0.85% - ruși,
- 0,02% - țigani,
- 0,04% - alte etnii.

În satul Bîrnova au fost înregistrate 844 de gospodării casnice la recensământul din anul 2004. Membrii acestor gospodării alcătuiau 2342 de persoane, iar mărimea medie a unei gospodării era de 2,8 persoane. Gospodăriile casnice erau distribuite, în dependență de numărul de persoane ce le alcătuiesc, în felul următor: 
- 24,53% - 1 persoană,
- 23,93% - 2 persoane,
- 19,31% - 3 persoane,
- 18,84% - 4 persoane,
- 10,07% - 5 persoane,
- 3,32% - 6 și mai multe persoane.

## Administrație și politică
Componența Consiliului local Bîrnova (11 consilieri), ales la 5 noiembrie 2023, este următoarea:
|  | Partid                                        | Consilieri | Componență | Componență | Componență | Componență | Componență | Componență | Componență | Componență | Componență | Componență |
|  | --------------------------------------------- | ---------- | ---------- | ---------- | ---------- | ---------- | ---------- | ---------- | ---------- | ---------- | ---------- | ---------- |
|  | Partidul Socialiștilor din Republica Moldova  | 10         |            |            |            |            |            |            |            |            |            |            |
|  | Partidul Dezvoltării și Consolidării Moldovei | 1          |            |            |            |            |            |            |            |            |            |            |